# Manolo Clares
Manuel Clares García, más conocido como Manolo Clares o, simplemente, Clares (Madrid, España, 23 de febrero de 1948) es un futbolista español retirado. Jugó como delantero en la Primera División de España con el CD Castellón, el FC Barcelona y el Rayo Vallecano, siendo también jugador de la selección española.

## Trayectoria
Hijo de Miguel Clares, que era el conserje del  Estadio Metropolitano de Madrid y hermano del también futbolista Gerardo Clarés. Manuel Clares se formó en el fútbol base del Atlético de Madrid, pero en edad juvenil abandonó el equipo colchonero. Pasó por el Getafe Deportivo y CF Gandia, en Tercera División, hasta recalar en 1971 en el Club Deportivo Castellón. Un año más tarde lograba el ascenso a la máxima categoría con los albinegros.
La temporada 1972-73 el Castellón regresaba a Primera División y protagonizó la mejor temporada de su historia, al finalizar la liga en quinta posición y alcanzar el subcampeonato de Copa. Clares fue el máximo goleador de ese equipo histórico, con once dianas. Su buena temporada le abrió las puertas de la selección nacional y despertó el interés de los dos principales clubes españoles, el Real Madrid y el FC Barcelona. Finalmente, debían ser los catalanes los que se hicieran con sus servicios, pero con las negociaciones ya muy avanzadas se truncó el fichaje por la oposición del técnico castellonense, Lucien Müller.
La temporada 1973-74, nuevamente con once tantos, volvió a ser el máximo anotador de su equipo, lo que no sirvió para evitar el descenso del CD Castellón. Ello facilitó, finalmente, su salida rumbo al Barcelona, en mayo de 1974.
Clares llegaba para ocupar el lugar de Johan Cruyff, ya que los extranjeros no podían disputar la Copa del Generalísimo. Debutó con los azulgrana el 26 de mayo de 1974, con la disputa de los octavos de final del torneo en Oviedo, y anotó uno de los goles de la victoria por 2-3. Con cinco goles en seis partidos, Clares condujo al Barcelona la final de ese año, en la que fue el delantero centro titular. Pero el Real Madrid se impuso por 4-0 a los catalanes.
Durante su estancia en Barcelona, Manolo Clares fue muy cuestionado por la grada, que a menudo le criticaba por ser un delantero poco resolutivo. El Mundo Deportivo llegó a definirle como "un ariete sin elegancia ni estilo, capaz de los goles más insólitos y de los errores más clamorosos". Pese a todo, fue el máximo anotador del equipo la temporada 1976/77, con 22 goles en 32 partidos. Entre ellos, destaca su mejor noche como azulgrana, el 28 de noviembre de 1976, en la que anotó cinco goles en la victoria por 6-1 sobre el Valencia CF, que había llegado al Camp Nou como líder de la liga.
La racha goleadora de Clares la temporada 1976-77 no sirvió a los barcelonistas para conquistar la liga, a pesar de ser campeones de invierno y liderar gran parte del campeonato. El 6 de febrero de 1977 el Barcelona recibió en el Camp Nou al CD Málaga, que se vio beneficiado por varios errores del árbitro, Ricardo Melero Guaza. Johan Cruyff se encaró con el colegiado, que le expulsó por, según él, por haberle llamado "hijo de puta". Cruyff siempre negó el insulto, y sostuvo que lo que dijo en realidad fue "¡Manolo, marca ya!", dirigiéndose a su compañero Clares. Al término del encuentro se registraron múltiples disturbios y hubo varios heridos. Cruyff fue suspendido por tres partidos, y el Barcelona acabó cediendo el título, por un punto, ante el Atlético de Madrid.
Después de un subcampeonato copero y tres subcampeonatos de liga consecutivos, en 1978 pudo por fin conquistar un título con la camiseta azulgrana, con la consecución de la Copa del Rey de ese año. No obstante, Clares se quedó fuera de la final y tampoco tuvo un papel destacado en la liga, donde jugó 18 partidos —solo seis como titular— y anotó un único tanto.
En julio de 1978, con la llegada a la presidencia de José Luis Núñez y, con él, el técnico Lucien Müller, Manolo Clares fue declarado transferible. En octubre de ese año se concretó su pase, por cuatro millones de pesetas, al Rayo Vallecano. En el equipo madrileño, aunque no fue un titular indiscutible, jugó con regularidad durante dos temporadas, en las que totalizó 47 partidos de liga y nueve goles. 
Al término de la temporada 1979-80, tras consumarse el descenso a Segunda División, Clares quedó libre. Llegó a negociar con el CE Europa y el CD Castellón, aunque finalmente se retiró ese año.
Tras colgar la botas, se afincó en Castellón, trabajando en un negocio familiar dedicado a la fabricación de azulejos. Ha seguido vinculado al fútbol entrenando a equipos modestos, como el femenino del Club Deportivo Almassora.
En 1992 se creó en Barcelona el Fòrum Manolo Clares, una peña cuyo nombre homenajea, satíricamente, al exfutbolista azulgrana. Anualmente entregan un trofeo, en clave de humor, al personaje del barcelonismo que no ha sido suficientemente valorado por la masa social.

## Selección nacional
Fue internacional en una ocasión con España. Su único partido con la selección española fue un amistoso contra Turquía disputado el 17 de octubre de 1973 en Estambul. Clares saltó al campo como titular, pero tuvo una actuación poco destacada y fue reemplazado en la segunda parte.

## Clubes
| Club             | País   | Año       |
| ---------------- | ------ | --------- |
| Getafe Deportivo | España |           |
| CF Gandia        | España |           |
| CD Castellón     | España | 1971-1974 |
| FC Barcelona     | España | 1974-1978 |
| Rayo Vallecano   | España | 1978-1980 |
| Villarreal C.F.  | España | 1980-1981 |

## Palmarés

### Campeonatos nacionales
| Título       | Club         | País   | Año  |
| ------------ | ------------ | ------ | ---- |
| Copa del Rey | FC Barcelona | España | 1978 |